# Suite per a dos pianos (Xostakóvitx)
La Suite per a dos pianos en fa sostingut menor, op. 6, fou composta per Dmitri Xostakóvitx el març de 1922 a Petrograd. Va rebre la seva primera actuació pública al Conservatori de Moscou el març de 1925 pel compositor i Lev Oborin. El va dedicar a la memòria del seu pare que acabava de morir.

## Moviments
Amb una durada d'uns 27 minuts, consta de quatre moviments:
- I. Preludi en fa sostingut menor (Andantino)
- II. Dansa fantàstica en la menor (Allegro vivo)
- III. Nocturn en re major (Andante)
- IV. Final en fa sostingut menor (Adagio – Allegro molto)

## Origen i context
De totes les primeres obres de Xostakóvitx que van precedir la Primera Simfonia (1926) destaca la Suite, op. 6, com un important èxit juvenil. Xostakóvitx tenia quinze anys quan el va escriure, el març de 1922. El seu pare —un home que el compositor recordava com a qui li agradava cantar romanços gitanos— havia mort sobtadament el mes anterior després d'una breu malaltia. La Suite és la resposta d'un jove estudiant de setze anys brillant a les penúries familiars per la mort del seu pare —a la memòria del qual està dedicada— a més de les que eren comunes a tot el país en una època postrevolucionària. Xostakóvitx el va concebre com un duo per a piano per tocar amb la seva germana, Maria. És la primera obra de llarga durada del compositor i marca un primer intent d'un estil dramàtic i expressiu al qual Xostakóvitx recorreria més tard, especialment a finals de les dècades de 1930 i 1940. És l'única obra de Xostakóvitx per a dos pianos.
El gènere de la suite per a piano va ser cèlebre a la Rússia de principis del segle xx. Xostakóvitx es va inspirar en les populars suites per a piano d'Arenski, Rakhmàninov i del seu professor Leonid Nikolàiev. El mateix compositor va acceptar haver rebut la influència de la música de Glazunov i de la Suite per a dos pianos de Txaikovski.
Xostakóvitx va tornar a la combinació de dos pianos més de trenta anys després, quan, el 1953, va escriure el seu Concertino en la menor, per a dos pianos, op. 94 per tocar amb el seu fill de quinze anys, Maksim.

## Representacions
Xostakóvitx i la seva germana Maria sovint interpretaven aquesta peça en vetllades privades a Petrograd. Una de les primeres actuacions documentades va tenir lloc el 15 de gener de 1923 en un concert tancat de l'Institut Rus d'Història de l'Art, però n'hi va haver moltes més com el 21 d'abril a la Sala Mali:27 o el 22 de juny en el debut de Dmitri al Cercle d'amics de la música de cambra.

## Anàlisi musical
És una obra poc personal però ja delata el grandíssim músic que duia a dins, i les seves influències. L'estructura de l'obra presenta nombrosos canvis de tempo, que estan conformats per les emocions interiors imbuïdes dels seus temes interrelacionats. La imaginació ens fa sentir les campanades fascinants dels dos pianos al llarg de la composició.
Segons Moshevich, en l'Allegro molto, ja s'hi observa un gran coneixement de les grans estructures amb unitat temàtica, l'espectacular escriptura de contrapunt i la invenció rítmica que després forjarien les seves composicions simfòniques. Els primers catorze compassos del Preludi representen el tema central de tota la suite. El tendre segon tema del Preludi tornarà a aparèixer en moviments posteriors, una mica disfressat. El segon moviment és un Allegro vigorós que mostra una originalitat i una confiança sorprenents que serien el precursor d'aquells scherzi gairebé frenètics que després formarien la base de molts dels segons moviments orquestrals de Xostakóvitx.
El tercer moviment, Nocturn, el cor emotiu de la suite, és tan llarg com els dos primers moviments combinats. S'obre amb una melodia andante melancòlica. Llavors tornen les «campanes» amb força, i comencen les variacions del tema principal. El temperament juvenil del compositor s'observa sovint amb indicacions enèrgiques exigents, com per exemple ffff de les dues parts de piano del compàs 52. Segueix un final, d'una forma inusual: una fanfàrria inicial anuncia el tema de les «campanes», que ara sona com una marxa fúnebre. Aviat el tempo s'aviva fins a agafar un estil gairebé jazzístic. Les «campanes», que ara s'han convertit en una fixació, arriba a un nivell febril d'emoció i exigeix un virtuosisme considerable dels dos pianistes. Aleshores torna el mode funerari, i la suite acaba amb una reiteració del tema de les «campanes».